# La rossa ombra di Riata
La rossa ombra di Riata (The Deadly Trackers) è un film del 1973 diretto da Barry Shear e basato sul romanzo di Samuel Fuller Riata. Fuller era stato inizialmente incaricato di dirigere il film, ma venne in seguito estromesso dalla produzione a riprese iniziate.

## Trama
Sean Kilpatrick è lo sceriffo di origine irlandese della cittadina di Santa Rosa, un uomo che crede fermamente nella legge e nell'ordine e che ha sempre rifiutato l'uso della violenza, al punto da non portare mai una pistola. Tuttavia, la sua visione del mondo viene brutalmente sconvolta quando la banda del fuorilegge Frank Brand  assalta la banca locale con ferocia inaudita, seminando morte e distruzione. Tra le vittime della rapina ci sono la moglie e il figlio di Kilpatrick, sterminati senza pietà sotto i suoi occhi. Devastato dalla perdita e incapace di trovare conforto nella giustizia formale, Kilpatrick abbandona ogni principio di non violenza e parte all'inseguimento dei criminali, determinato a ottenere la sua vendetta personale. Il suo viaggio lo conduce oltre il confine, in Messico, dove incontra Gutierrez, un inflessibile tutore della legge che sta cercando a sua volta di catturare Brand e la sua banda. Nonostante l'obiettivo comune, Kilpatrick e Gutierrez si trovano su fronti opposti: mentre il primo è ormai divorato dal desiderio di vendetta, il secondo insiste sull'importanza della legge e dell'ordine, rifiutandosi di permettere che lo sceriffo trasformi la sua missione in un massacro. Tuttavia, Kilpatrick è ormai troppo accecato dall'odio per ascoltare qualsiasi richiamo alla ragione. Nel corso della sua caccia, Kilpatrick si confronta con i vari membri della banda, ognuno con la propria caratterizzazione: il brutale Schoolboy, il violento e disturbato Choo Choo e il calcolatore Jacob, l'unico che sembra avere una coscienza. Spinto dalla sua ossessione, Kilpatrick perde ogni freno morale, lasciando dietro di sé una scia di violenza che mette in dubbio chi sia il vero mostro: il fuorilegge che cerca di punire o se stesso.